# Ceratina zeteki
Ceratina zeteki är en biart som beskrevs av Cockerell 1934. Ceratina zeteki ingår i släktet märgbin, och familjen långtungebin. Inga underarter finns listade i Catalogue of Life.